# Kalimantan del Nord
Kalimantan del Nord (indonesi: Kalimantan Utara) és una província d' Indonèsia. Es troba a l'extrem septentrional de Kalimantan, la part indonèsia de l'illa de Borneo. El nord de Kalimantan limita amb els estats de Malàisia de Sabah al nord i Sarawak a l'oest, i amb la província indonèsia de Kalimantan oriental al sud. Tanjung Selor és la capital de la província, mentre que Tarakan és la ciutat més gran i el centre financer.
Format el 25 d'octubre de 2012, Kalimantan del Nord es va separar de la província de Kalimantan Oriental per reduir la disparitat de desenvolupament i la influència de Malàisia sobre el territori. Kalimantan del Nord cobreix 70.650,73 quilòmetres quadrats i consta de quatre regències i una ciutat. Tenia una població de 524.656 al cens del 2010 i 701.784 al cens del 2020, convertint-se en aquell moment en la província menys poblada d'Indonèsia, fins a la posterior creació el 2022 de les noves províncies del Sud. Papua (que es va convertir en la nova província menys poblada), Papua Occidental i Papua Sud-oest. L'estimació oficial a mitjans de 2023 era de 746.201 persones (que inclouen 391.845 homes i 353.356 dones). La major part de la província està poc poblada.

## Història
Kalimantan del Nord és el territori del sultanat de Bulungan, que va ser fundat per un grup de Kayan costaners . Al voltant del segle XVI, una princesa Kayan anomenada, Asung Luwan, es va casar amb un noble visitant de Brunei, anomenat Datuk Mencang. A partir d'aquesta línia es va establir un estat príncep, centrat a Tanjung Selor, que tenia territori de Bulungan, Tana Tidung, Malinau, Nunukan, Tarakan i alguna part de Sabah. Bulungan era un vassall de Berau, que al seu torn era un vassall del Regne de Kutai. Durant les guerres posteriors, el territori va caure en mans de Brunei i després d'acords amb el sultanat de Sulu, el territori va passar oficialment sota el control de Sulu. El 1777, la família reial es va convertir a l'islam, amb el rei Wira Amir canviant el seu nom a Aji Muhammad, i el títol al sultà Amirul Mukminin. El 1853, els holandesos van signar un contracte Politiek per imposar la seva sobirania sobre el regne de Bulungan, Sulu no va poder respondre ja que també estava en una guerra amb Espanya. Aleshores, el 1881, es va formar la British North Borneo Company (BNBC), que va posar el nord de Borneo (actual Sabah) sota jurisdicció britànica i reclamant la regió de Tawau. Mentre estava sota control holandès, el soldà es va veure obligat a cedir el control del riu Bahau, el riu Pujungan i Apo Kayan. Després de llargues negociacions amb els britànics, els holandesos van reconèixer les fronteres britàniques el 1915, que es van convertir en moderna la frontera entre Sabah i Kalimantan del Nord. Durant la Segona Guerra Mundial, les forces d'ocupació japoneses van tenir uns acords amb Bulungan en què compartien recursos naturals i, a canvi, la regió va escapar en gran part del sistema Romusha.

## Tragèdia de Bultiken
El 1963, durant la confrontació Indonèsia-Malàisia, la posició del sultanat de Bulungan sobre la formació de Malàisia era ambigua. L'abril de 1964, es va informar que es va trobar un document que demostrava els llaços entre l'aristocràcia Bulungan i Malàisia i que en conflicte donaria suport a la formació de Malàisia i, al seu torn, s'uniria a Malàisia. El 24 d'abril de 1964, el líder dels comandaments militars regionals Mulawarman, el general de brigada Soeharjo, va ordenar la captura i la mort de l'aristocràcia Bulungan. El 2 de juliol de 1964, el tinent B. Simatupang i el capità Buntaran van ser rebuts cordialment pel sultà de Bulungan. El 3 de juliol de 1964, el palau va ser envaït per unitats de Brawijaya 517, el palau va ser cremat i saquejat i membres de la família reial van morir. Segons Burhan Djabier al seu llibre de 1991, East Kalimantan: The Decline of a Commercial Aristocracy, la direcció central del TNI no va actuar ni el va substituir, perquè el general de brigada Soeharjo era un conegut d'esquerres i políticament connectat. La majoria d'esquerres i el PKI eren hostils als reials, provocant un paral·lelisme amb la revolució de Sumatra oriental. Aquesta és també la posició del sultanat, ja que segons Dato' Seri Pangeran Sanusi Hussin, el PKI va ser responsable de la crema del palau reial i de la neteja ètnica.
La família reial supervivent va fugir i es va convertir en ciutadans de Malàisia. El 2017, la família reial va anunciar que estaven en procés de convertir-se en ciutadans indonèsia.

## Transport
L'aeroport de Tarakan també conegut com a aeroport internacional de Juwata a l'illa homònima dóna servei a la província, així com un port internacional de ferris amb serveis a Malàisia des de Tawau. No hi ha travessies terrestres internacionals: l'entrada al continent de la província es fa amb ferri des de Tarakan o per carretera des del sud. Grans trams de les carreteres d'aquesta província són de séquies fangoses sense asfaltar.
La zona de l'aeroport i la pista també es comparteixen amb la base aèria de Suharnoko Harbani, una base aèria de tipus A de la TNI-AU (Força Aèria Indonèsia). La base aèria porta el nom de l'antic ministre d'Indústria d'Indonèsia, Suharnoko Harbani, que també era un oficial de la Força Aèria. Formada l'any 2006, l'establiment d'aquesta base aèria forma part essencialment de l'estratègia i els esforços per fer realitat la defensa del país contra el potencial i el desenvolupament d'amenaces que amenacen Indonèsia, així com les demandes de l'organització del Comandament d'Operacions de la Força Aèria II. a Makassar per facilitar el control de les seves funcions. Abans de la formació de la base aèria, ja hi havia un lloc de la força aèria indonèsia que estava sota la base de la força aèria de Balikpapan, però a causa del desenvolupament de la situació i la tensió amb Malàisia a Ambalat, la direcció de la força aèria va decidir formar una nova base aèria. L'aeroport és utilitzat tant per l'aviació militar com per l'aviació civil. El juliol de 2014, l'autoritat aeroportuària va iniciar la construcció de 183 metres de carrer de rodament fins a la plataforma militar que pot acollir 4 Sukhoi i 2 Hèrcules junts i es preveu que el projecte estigui acabat el desembre de 2014.
La carretera Trans-Kalimantan (Jalan Trans Kalimantan) es va acabar a principis del 2019 sota l'administració del president Joko Widodo. La ruta connecta Pontianak, Kalimantan occidental amb Tanjung Selor, la capital de Kalimantan del Nord.

## Departaments de govern i administracions
Kalimantan del Nord es divideix en quatre regències ( kabupaten ) i una ciutat ( kota ), que s'enumeren a continuació amb les seves àrees i les seves poblacions al Cens de 2010 i Cens de 2020, juntament amb les estimacions oficials a mitjans de 2023.
| Kode Wilayah | Nom de Ciutat o Regència | Àrea en km 2 | Pop'n 2010 Cens | Pop'n 2020 Cens | Pop'n mitjan 2023 Estimació | Capital           | IDH Previsions 2018 |
| ------------ | ------------------------ | ------------ | --------------- | --------------- | --------------------------- | ----------------- | ------------------- |
| 65.01        | Regència de Bulungan     | 13,181.92    | 112,663         | 151,844         | 165,775                     | Tanjung Selor     | 0,712 ( High )      |
| 65.02        | Regència de Malinau      | 38,911.80    | 62,580          | 82,510          | 85,073                      | Malinau           | 0,717 ( High )      |
| 65.03        | Regència de Nunukan      | 14,247.50    | 140,841         | 199,090         | 217,923                     | Nunukan           | 0,656 ( Medium )    |
| 65.04        | Regència Tana Tidung     | 4,058.71     | 15,202          | 25,584          | 27,470                      | Tideng Pale       | 0,670 ( Medium )    |
| 65,71        | Ciutat de Tarakan        | 250.80       | 193,370         | 242,756         | 249,960                     | Ciutat de Tarakan | 0,756 ( High )      |
|              | Totals                   | 70,650.73    | 524,656         | 701,784         | 746,201                     | Tanjung Selor     | 0,705 ( High )      |

La província forma ara un dels 84 districtes electorals nacionals d'Indonèsia per triar els membres del Consell de Representants del Poble. El districte electoral de Kalimantan del Nord està format per les 4 regències de la província, juntament amb la ciutat de Tarakan, i elegeix 3 membres al Consell de Representants del Poble.

## Ètnia
Els grups ètnics del nord de Kalimantan estan formats per malais, daiaks i javanesos (predominantment), amb una població important de tidung, bulungan, bajau, bugis, suluk, banjarese, murut, lun bawang / lun dayeh i els altres grups ètnics existents. a la província.

## Religió
Segons el cens del 2020, 507.780 persones són musulmanes, 137.540 són protestants, 42.260 són catòlics romans, 4.165 segueixen el budisme, 344 són hindús, 151 són confusians i 11 segueixen religions populars.